# Pedicularis bietii
Pedicularis bietii är en snyltrotsväxtart som beskrevs av Adrien René Franchet. Pedicularis bietii ingår i släktet spiror, och familjen snyltrotsväxter. Inga underarter finns listade i Catalogue of Life.